# L'Italia Letteraria
L'Italia Letteraria è stata una rivista italiana pubblicata a Roma tra il 1929 e il 1936. Nel 1929 ebbe come primo sottotitolo La Fiera Letteraria, il periodico di cui era la continuazione, e come secondo sottotitolo Settimanale di lettere, scienze ed arti, poi soltanto quest'ultimo. L'espressione "Italia letteraria", nata nell'Ottocento, è entrata nell'uso per indicare il contributo della letteratura italiana alla costruzione dell'identità nazionale.

## Storia

### Prima del 1929
L'Italia Letteraria continuava La Fiera Letteraria, rivista fondata a Milano il 13 dicembre 1925 con la direzione di Umberto Fracchia. "Italia letteraria" non era tuttavia un nome nuovo nel panorama delle riviste italiane. Già nel 1862 Angelo De Gubernatis aveva fondato una rivista con questo nome, subito confluita in Le Veglie Letterarie. In seguito, nel 1897 a Milano nacque, nello stabilimento tipografico di Carlo Aliprandi, sotto la direzione di Gustavo Chiesi, un settimanale con lo stesso nome, durato solo un anno. Nel 1899 a Bologna preso la Tipografia militare veniva riproposto lo stesso titolo, che raggiungeva 18 numeri nel giro di un anno, ma non durava oltre. Tra il 1923 e il 1925 l'editore Vallecchi di Firenze pubblicava a sua volta una rivista con lo stesso titolo.

### Tra le due guerre
Nel 1928 la rivista milanese La Fiera Letteraria fu trasferita a Roma. Ne assunsero la direzione Giovanni Battista Angioletti e Curzio Malaparte. L'anno seguente avvenne il cambio di nome in L'Italia letteraria. Come la Fiera si ispirava, nel nome e nei metodi, alla Frusta letteraria, la rivista fondata da Giuseppe Baretti nel 1763, così L'Italia letteraria s'ispirò al Giornale de' Letterati, la rivista fondata a Roma da Francesco Nazzari nel 1668, che fu uno dei primi periodici italiani. Il programma del periodico era quello della rivendicazione del primato letterario dell'Italia sulle altre nazioni.
L'Italia Letteraria fu diretta, tra gli altri, da Corrado Pavolini e Massimo Bontempelli. Tra i suoi collaboratori vi furono i poeti Libero De Libero, Sandro Penna e Giuseppe Ungaretti, e gli scrittori Corrado Alvaro, Arnaldo Bocelli, Tommaso Landolfi e Alfredo Panzini. Ospitò disegni e caricature di Gino Bonichi, detto "Scipione".
La rivista sospese le pubblicazioni nel 1936. Nel dicembre dello stesso anno Curzio Malaparte fondò il Meridiano di Roma (sottotitolo L'Italia letteraria, artistica, scientifica), che continuò le uscite settimanali fino all'ottobre 1943. Fecero parte della redazione: Cornelio Di Marzio, Giulio De Benedetti, Nello Quilici, Pietro Maria Bardi, Anton Giulio Bragaglia, Alberto Consiglio.

### Nel dopoguerra
Nel 1952 la formula dell'Italia Letteraria venne ripresa a Bergamo con la rivista La nuova Italia Letteraria, che durò fino al 1962 con il n. 2 del X anno. Tra i collaboratori ebbe Fausto Pirandello, che partecipò al dibattito sull'astrattismo.

## Critiche
La rivista ebbe una netta stroncatura da parte di Antonio Gramsci, che nelle note dei Quaderni del carcere così ne scrisse:
(Quaderni del carcere, vol. 1, a cura di Valentino Gerratana, Torino, G. Einaudi, 1977, p. 95, § 102)

## Direttori
- Giovanni Battista Angioletti e Curzio Malaparte (7 aprile 1929 - novembre 1931)
- Giovanni Battista Angioletti (4 dicembre 1931 - 17 luglio 1932)
- Corrado Pavolini (24 luglio 1932 - 5 gennaio 1935)
- Armando Ghelardini (12 gennaio - dicembre 1935)
- Massimo Bontempelli (gennaio - 6 dicembre 1936)

Maria Bardi, condirettore